# دیونز (ماساچوست)
دیونز (به انگلیسی: Devens) یک منطقهٔ مسکونی در ایالات متحده آمریکا است که در ماساچوست واقع شده‌است. دیونز ۱۷٫۷ کیلومتر مربع مساحت و ۱٬۸۴۰ نفر جمعیت دارد.